# Wilhelm Bernhardi (Historiker)
Friedrich Wilhelm Bernhardi (* 2. November 1834 in Meuselwitz; † 11. April 1921 in Berlin) war ein deutscher Lehrer und Historiker.

## Leben
Der Enkel des Sprachforschers August Ferdinand Bernhardi und Sohn des Schriftstellers Wilhelm Bernhardi legte 1859 das Abitur am Berliner Gymnasium zum Grauen Kloster ab. Nach dem Studium der Geschichte und Philologie in Berlin wirkte er 1864 bis 1904 als Oberlehrer am Luisenstädtischen Gymnasium in Berlin (seit 1879 mit dem Titel Professor). Am 15. Februar 1870 wurde er zum Dr. phil. in Göttingen promoviert. Bereits 1864 hatte Bernhardi die Schriftstellerin Luise Firle geheiratet. Er war Freimaurer in der Berliner Loge Zur Verschwiegenheit, zeitweise deren Meister vom Stuhl sowie Mitglied des Bundesdirektoriums der Großen National-Mutterloge „Zu den drei Weltkugeln“.
Bernhardi hat sich als Historiker vor allem durch die Bearbeitung der Jahrbücher der Deutschen Geschichte für die Zeit Lothars von Supplinburg und Konrads III. verdient gemacht. Er schrieb auch einige Aufsätze und Artikel für die Allgemeine Deutsche Biographie. 1868 erkannte er, dass die in Band 19 der Reihe Scriptores von Hermann Pabst 1868 bei den Monumenta Germaniae Historica herausgegebenen Diurnali di Messer Mattheo di Giovenazzo eine Fälschung des 16. Jahrhunderts sind.

## Schriften
- Chronik der Stadt Naumburg und ihres Stifterkreises, Naumburg 1845
- Lothar von Supplinburg, Jahrbücher der deutschen Geschichte, Berlin 1879
- Konrad III, Jahrbücher der deutschen Geschichte, Berlin 1883